# Píos

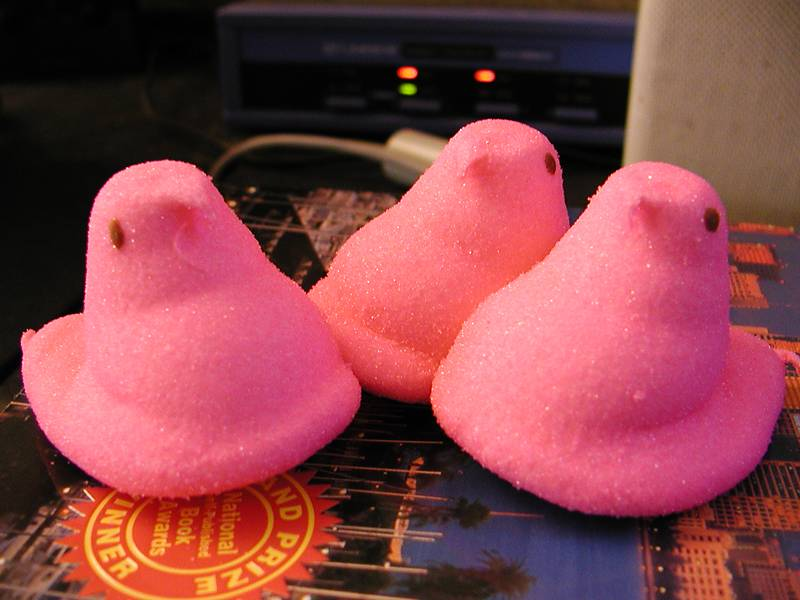
Píos rosa.

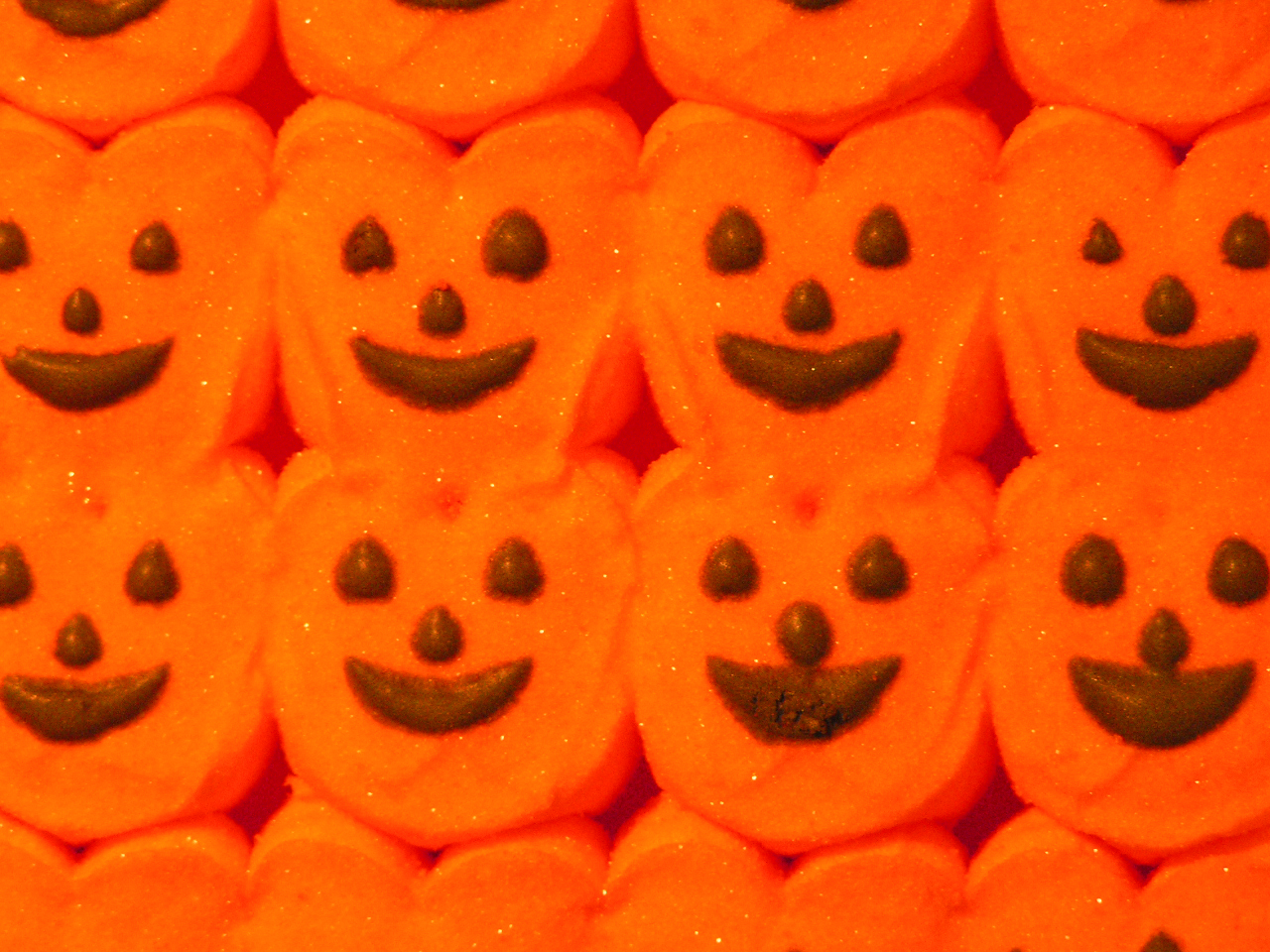
Píos Halloween.

Los Píos o Cuacks (comercializados como PEEPS®) son malvaviscos pequeños, vendidos en los Estados Unidos, que tienen forma de pollos, conejos, y otros animales. Hay también diversas formas usadas para diferentes festividades. Los píos se utilizan sobre todo para llenar las cestas de Pascua, aunque la compañía está intentando cambiar esto introduciendo nuevas formas y anunciando "Píos siempre de temporada". Se hacen con malvaviscos, azúcar, gelatina, y cera de carnaúba.

## Historia
Los píos son producidos por Just Born, un fabricante de caramelos con sede en Bethlehem, Pensilvania fundada en 1953 por un inmigrante ruso, Sam Born. En 1953, Just Born adquirió la Rodda Candy Company y su línea de polluelos de malvavisco, y reemplazó el proceso de moldeado a mano con producción en masa. Antes de 1953, cuando los píos eran hechos a mano, se tardaban 27 horas para hacer uno. Los polluelos amarillos eran la forma original del caramelo, de ahí su nombre, pero luego la compañía introdujo otros colores y, con el tiempo, los miles de formas en las cuales ahora se producen.

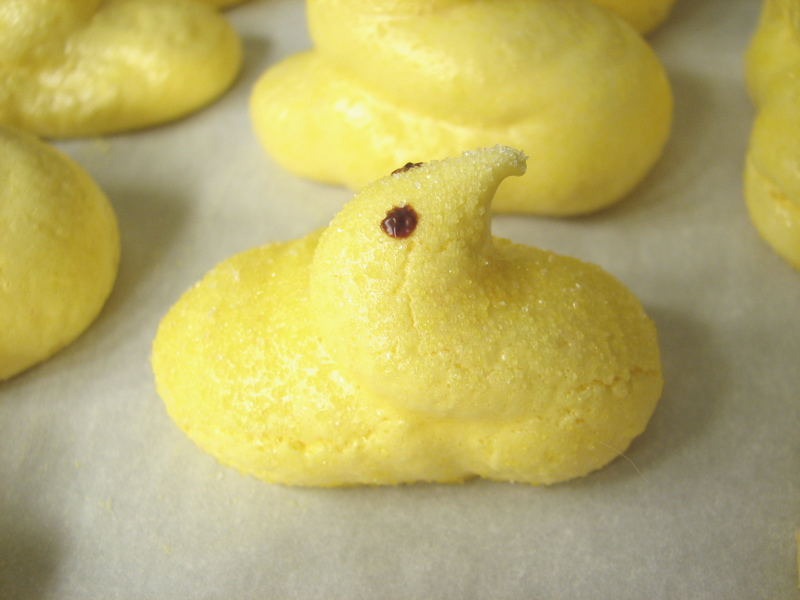
Unos píos.

Just Born ha ampliado su línea de productos para incluir murciélagos, gatos, calabazas, y fantasmas para Halloween; corazones para el día del Amor y de la Amistad; huevos para Pascua; árboles, hombres de pan de jengibre, muñeco de nieve, y estrellas para Navidad; y polluelos y estrellas rojas, blancas, y azules para el 4 de julio.
Aunque los píos originales tenían un sabor estándar de malvavisco, algunos de los sabores recientes incluyen fresa y vainilla (corazones para el día de San Valentin), cacao (gatos y murciélagos para Halloween), vainilla/huevos, galleta (gente del pan de jengibre para Navidad), y naranja (huevos para Pascua). Los píos rojos están disponibles en exclusiva en los almacenes de Target Corporation.

## Justas de píos
Las "justas de píos" justos" son un juego que se realiza en un horno de microondas. Se toman dos píos y se lame el lado delantero de cada uno hasta que se vuelve pegajoso. Se adhiere un palillo de dientes a cada pío, apuntando hacia delante como una lanza de justa. Los píos entonces se ponen en un microondas, se colocan pegados uno contra otro, y se calientan. Mientras se expanden, las lanzas de palillo empujan a cada oponente, y el ganador es el que no estalla ni se desinfla. Después de la competición se comen ambos. Esta tradición popular ha sido observada por The Washington Post. Las justas de píos también reciben el nombre de "pío mortal".

## Supuesta indestructibilidad
El rumor de que los píos son indestructibles se ha convertido en un mito urbano. En un esfuerzo por esclarecer la verdad de esta leyenda, los científicos de la universidad de Emory realizaron experimentos con píos para ver si podían ser disueltos. Concluyeron que el caramelo es difícil de destruir, según reportes de CNN pero los píos solo duran entre 20-21 años ya que después de poner duros como piedra por decir.

## Usar píos para cocinar
Aunque se hacen con malvaviscos, es difícil tostar un pío sobre una sartén, pues la capa del azúcar tiende a quemarse y llega a ser desagradable. Sin embargo, los píos se pueden utilizar como ingredientes en los postres tales como la galleta de malvavisco que trata de sustituir a los malvaviscos, así como ser utilizado como objetos decorativos en tapa, como el "fondue", y los "s'mores". Los píos son también excelentes en una taza de chocolate caliente, especialmente pues los polluelos flotarán verticalmente hasta que el calor de aumento los disuelve.

## Competiciones de comer píos
Cada año se celebra un concurso anual de "Peeps Eating" (comer píos) en National Harbor, frente a la tienda de Peeps & Company. El ganador de 2017, Matt Stonie de California, comió 255 Peeps en cinco minutos. El primer evento de este tipo fue organizado por Shawn Sparks en 1994 y solo contó con seis participantes. Dave Smith comenzó un "Peep Off" anual en Sacramento después de contactar con un participante del primer "Peep Off". Otro concurso en Maryland pide a los participantes que creen un diorama de una escena culturalmente importante de la era moderna, representada por una serie de píos. El ganador recibe dos chalecos salvavidas inflables gratis.

## Fotos y videos
Hay un género entero de vídeos de píos en sitios web como YouTube que parodian películas como Star Wars y The Wall de Pink Floyd. The Seattle Times convoca una competición anual de fotos con píos.